# (4229) Plevitskaya
(4229) Plevitskaya est un astéroïde de la ceinture principale.

## Description
(4229) Plevitskaya est un astéroïde de la ceinture principale. Il fut découvert le 22 janvier 1971 à Nauchnyj par Lioudmila Tchernykh. Il présente une orbite caractérisée par un demi-grand axe de 2,37 UA, une excentricité de 0,18 et une inclinaison de 5,2° par rapport à l'écliptique.

## Compléments